# 동계 (양계)
동계(東界)는 고려 현종 때 군사목적으로 배치한 행정구역의 하나이다.
현재의 영동 지방과 지리적으로 명주(지금의 강릉)의 속현이었던 영월군, 평창군, 정선군도 지리적으로는 영서 남부 지방이나 이 지역에 속했다.

## 동북면
동계의 북부 지역을 따로 동북면이라 부르기도 했는데, 원 간섭기에 탁청의 난으로 빼았겼다가 되찾았다. 동북면은 오늘날의 함경도이다.

## 같이 보기
- 5도 양계
- 북계